# Helleborus dumetorum
Espèce
Helleborus dumetorum est une espèce de plantes à fleurs de la famille des Renonculacées.